# Horbourg-Wihr
Horbourg-Wihr  es una localidad y comuna francesa, situada en el departamento de Alto Rin, en la región  de Alsacia.
Horbourg y Wihr-en-Plaine fueron dos municipios autónomos hasta su fusión el 3 de diciembre de 1972.
Era el antiguo emplazamiento de la Argentovaria galo-romana cuyo nombre hace referencia a una zona pantanosa.
Sus habitantes reciben en idioma francés el gentilicio de Horbourgeois y Horbourgeoises.

## Demografía
| 400 | 563 | 567 | 887 | 1 286 | 1 226 | 1 287 | 1 280 | 1 216 | 1 240 | 1 294 | 1 229 | 1 143 | 1 086 | 1 048 | 1 080 | 1 067 | 995 | 1 052 | 1 134 | 1 113 | 1 111 | 1 056 | 1 038 | 1 022 | 1 065 | 1 181 | 1 566 | 2 720 | 4 209 | 4 518 | 5 060 | 5 005 |
| Para los censos de 1962 a 1999 la población legal corresponde a la población sin duplicidades (Fuente: INSEE [Consultar]) |     |     |     |       |       |       |       |       |       |       |       |       |       |       |       |       |     |       |       |       |       |       |       |       |       |       |       |       |       |       |       |       |

### Wihr-en-Plaine
| 365 | 384 | 416 | 618 | 602 | 538 | 605 | 562 | 510 | 502 | 518 | 510 | 468 | 455 | 437 | 397 | 357 | 382 | 400 | 412 | 388 | 403 | 418 | 405 | 382 | 401 | 434 | 447 | ... | ... | ... | ... | 1 291 |
| Para los censos de 1962 a 1999 la población legal corresponde a la población sin duplicidades (Fuente: INSEE [Consultar]) |     |     |     |     |     |     |     |     |     |     |     |     |     |     |     |     |     |     |     |     |     |     |     |     |     |     |     |     |     |     |     |       |